# Kasongo
Kasongo, også kendt som Piani Kasongo, er en by og et territorium i provinsen Maniema, i den østlige del af Den Demokratiske Republik Congo.

## Geografi
Kasongo ligger øst for Lualaba-floden, nordvest for, hvor den møder Luama-floden, i en højde af 666 moh. Distriktet har en befolkning er cirka 63.000 mennesker.
Sydvest for byen ligger Kasongo Lufthavn. Kasongo er forbundet med provinshovedstaden Kindu med den 240 km lange Kasongo Road (en del af National Road 31 (N31)), men turen tager to dage på grund af vejens dårlige tilstand. Byen ligger også på National Road 2 (N2) og Regional Road 629 (R629).
Kasongo er en del af det romersk-katolske stift Kasongo.

## Historie
Byen blev grundlagt mellem 1850 og 1860. Et par år senere blev den hovedstaden i det nystiftede og kortvarige sultanat Utetera oprindeligt styret af den swahili-arabiske slave- og elfenbenshandler Tippu Tip. Hans lille sultanat var en vigtig handelspartner og allieret af Sultanatet Zanzibar i øst.
Området blev besøgt af Henry Morton Stanley i begyndelsen af 1880'erne på hans tredje ekspedition.
Området var i centrum for den Congo-Arabiske krig (en) og Batetela oprøret (en) i 1890'erne. Et århundrede senere blev Kasongo og dets indbyggere hårdt ramt af Anden Congo-krig (1998-2003).